# Madonna adorante il Bambino con San Giovannino
Madonna adorante il Bambino con San Giovannino (en français : Vierge adorant l'Enfant avec le petit saint Jean), et souvent nommée Tondo di Piacenza, est une peinture a tempera sur toile réalisée par Sandro Botticelli entre 1475 et 1480.

## Histoire
Cette peinture réalisée en tempera sur bois, est conservée depuis 1862 au musée du Palais Farnèse de Plaisance.
Sa commande d'origine reste pour le moment inconnue. Les premières traces documentées de la peinture remontent à 1642 et à une liste des meubles de l'Oratoire San Francesco dans le château de Bardi, propriété du prince Federico II de Landi.

## Description
Le célèbre  tondo  de Sandro Botticelli représente la Vierge agenouillée en prière devant l'Enfant, qui est allongé sur un coussin de roses coupées par les deux buissons qui apparaissent à gauche et à droite du tableau. La troisième figure est San Giovannino, également en prière et adorant. Dans la partie inférieure du tableau se trouve un faux cadre rectiligne en bois, sous lequel on peut lire la phrase  « QUIA RESPESIT HUMILITATE ANCILE SUE », extraite du Canto del Magnificat, dérivée de l'Évangile selon Luc (1, 46-55), dont la signification est la suivante : « Parce-que Dieu a observé l'humilité de sa servante ». Le fond rappelle les paysages de Léonard de Vinci. Le cadre précieux a été gravé et doré par le sculpteur Benedetto da Maiano.